# ダーティ・プリティ・シングス
ダーティ・プリティ・シングス (Dirty Pretty Things) は、元ザ・リバティーンズのカール・バラーが結成したロックバンド。2004年のザ・リバティーンズ解散後、2005年9月に結成。2008年に解散。
ディズ・ハモンドがザ・クーパー・テンプル・クロースを脱退し加入、元リバティーンズのドラマー、ゲイリー・パウエル、ドハーティの代役として活躍していたアンソニー・ロッソマンドが加入した。ファーストライヴを2005年10月、イタリアとフランス・パリで行った。
バンド名は、バラーが定期的に行なっていたクラブナイトのタイトルから取ったものである。ソールズベリーとオーストラリアに同名のバンドが存在しているというトラブルがあったが、両方ともバンド名を変更しトラブルは解消された。また、バラーが行っていたクラブナイトの名称も混乱を避けるため「Bright Young Things」と変更した。
デビュー前の英ツアーが全公演完売。英NME紙 "2006年新人バンド特集" 号の表紙を飾った。

## メンバー
- カール・バラー（Carl Barât,　1978年6月6日 - ）ギター･ボーカル。
- ディズ・ハモンド（Didz Hammond）ベース。元クーパー・テンプル・クロース。
- ゲイリー・パウエル（Gary Powell）ドラムス。
- アンソニー・ロッソマンド（Anthony Rossomando）ギター。

## 来歴

### 結成、ファーストアルバム
ロサンゼルス・カリフォルニア州でプロデューサーのデイヴ・サーディとレコーディングを行い6曲完成させ、スコットランド・グラスゴーでプロデューサーのトニー・ドゥーガンとレコーディングを行った。2006年4月、NME誌の無料特典CDに「ユー･ファキング･ラヴ･イット」を提供。
デビューアルバム『ウォータールー・トゥ・エニウェア』を2006年5月8日にリリース。全英3位を記録し称賛を浴びる。1stシングル「バン・バン・ユア・デッド」を2006年4月24日にリリース。5位を記録。
2006年6月、ワイト島音楽祭に出演。2006年7月、イプスウィッチとコヴェントリーでのレッド・ホット・チリ・ペッパーズのライヴをサポート。フジロック・フェスティバルに出演。
台湾での休日中にバラーが鎖骨を骨折する。
2006年6月25日、バラーがポール・ウェラーのライヴにゲスト出演。「ピーコック・ スーツ」「イン・ザ・シティ」をコラボレーションした。

### 2007年 - 2008年、セカンドアルバム
2007年6月16日、ミューズのウェンブリー・スタジアムでのライヴをサポートする。レッド・ホット・チリ・ペッパーズのオランダでのライヴをサポートする。グラストンベリー・フェスティバルに出演、新曲を披露する。7月22日、ペット・ショップ・ボーイズのエデン・プロジェクトでのライヴをサポートし、「カム・クローサー」を含む多くの新曲を披露する。
2008年5月2日、2ndアルバムのレコーディングを終えタイトルを『ロマンス・アット・ショート・ノーティス』と発表。タイトルの由来はサキの短編『開いた窓 (The Open Window) 』の最後の一節から。発表前、タイトルは「This Is Where The Truth Begins」になるという噂があった。
5月12日、「ヒッピーズ・サン」を公式サイトから無料ダウンロード配信する。6月22日、NME.com上でアルバム全曲をストリーミング配信する。6月23日、先行シングル「タイアド・オブ・イングランド」をリリースし、6月30日に2ndアルバム『ロマンス・アット・ショート・ノーティス』をリリース。しかし、シングル、アルバム共に高い順位を得ることができなかった。

### 解散
2008年10月1日、2週間のUKツアーの後、バンドを解散することが発表された。声明によると、バンドは新しいことを始める時期がきたということ。しかし、新しいこととは、リバティーンズのことではないと付け加えている。

## ディスコグラフィー

### アルバム
| 発売年 | タイトル                                                         | UKチャート |
| ------ | ---------------------------------------------------------------- | ---------- |
| 2006年 | ウォータールー・トゥ・エニウェア (Waterloo to Anywhere)          | 3          |
| 2008年 | ロマンス・アット・ショート・ノーティス (Romance at Short Notice) | 35         |

### シングル
| 発売年 | タイトル                                         | UKチャート |
| ------ | ------------------------------------------------ | ---------- |
| 2006年 | バン・バン・ユア・デッド (Bang Bang You're Dead) | 5          |
| 2006年 | デッドウッド (Deadwood)                          | 20         |
| 2006年 | ワンダリング (Wondering)                         | 34         |
| 2008年 | タイアド・オブ・イングランド (Tired of England)  | 54         |